# 나우루 항공
나우루 항공(영어: Nauru Airlines)은 나우루의 국영 항공사로 주로 오세아니아에 취항하고 허브 공항은 나우루 국제공항이 있다. 본사는 나우루 국제공항에도 있고, 브리즈번에도 있다. 이전 명칭은 아워 항공(영어: Our Airlines)이다.

## 역사
1970년 2월 14일 에어 나우루로 설립하여 나우루 ~ 브리즈번까지 등록번호 VH-BIZ, 전세 비행기인 데설트 펠콘 20 항공기로 부정기 운항을 시작했다. 최초 정기 노선은 1972년에 포커 28 항공기가 등록번호 C2-RN1로 들어오면서 시작됐다. 1975년 보잉 737-200(C2-RN3)기를 사용하기 시작했고, 1976년 6월 16일에 보잉 737-100(C2-RN4)기를 운항하기 시작했다. 2014년 8월 1일에 아워 항공(영어: Our Airlines)에서 현재의 사명으로 변경했다.

## 운항 노선
에어 나우루는 한때 아시아 태평양 지역에서 홍콩, 가고시마, 타이베이, 오키나와, 마닐라, 싱가포르, 괌, 사이판, 코로르, 추크, 폰페이, 호니아라, 코스라에, 마주로, 타라와, 호놀룰루, 포트빌라, 누메아, 아피아, 파고파고, 나디, 통가, 캔턴 섬, 니우에, 라로통가, 오클랜드, 멜버른, 시드니, 마셜제도, 키리바시와 크리스마스 섬으로도 알려진 키리티마티 등으로 서비스를 제공하는 매우 포괄적인 노선망을 가지고 있었다. 노선망 전체의 평균 인원 전체 제원의 약 20% 정도였으며, 많은 항공편이 승객을 거의 태우지 않았다. 나우루 정부는 항공사에 인산염 채굴의 이익을 보조했다. 1990년대 초 인산염 매장량이 감소하면서 섬 매장량의 잘못된 관리와 함께 항공사는 수익성이 없는 목적지에 대한 서비스를 중단하기 시작했다.
항공사는 2006년 서비스를 시작한 이후 노선도를 여러 차례 조정해 왔다. 2006년 처음 운항을 재개하면서 브리즈번에서 호니아라, 나우루, 타라와, 마주로까지 주 2회 운항을 제공했다. 이것들은 빠르게 축소되었고, 마주로행 항공편이 없어졌다. 타라와 연장은 2008년 7월부터 2009년 11월까지 중단되었는데, 당시 높은 연료 가격과 함께, 타라와 항공편의 운항은 연결 목적지가 없으면 수익성이 없었기 때문이다. 타라와 연장은 2011년 분쟁으로 다시 중단됐으나 2012년 초 재개됐다. 한편, 호니아라 서비스는 비슷한 시기에 중단되었다
2007년 초 아워 항공은 가까운 시일 내에 나우루와 피지 사이의 서비스를 시작할 것으로 보고되었지만, 2009년 11월부터는 항공 키리바시를 대신하여 타라와를 나디 항공사에 매주 한 번 제공했다. 그러나 2010년에 시작된 나우루와 피지간의 서비스는 키리바시 정부와 피지 정부간의 분쟁으로 2011년 12월에 중단되었다. 이는 나우루에서 나디까지 쉬지 않고 운행하는 격주 서비스로 대체됐다.

## 보유 기종
- 2024년 1월 기준으로 나우루 항공은 다음과 같이 보유하고 있다.

### 퇴역 기종
- 보잉 727-100
- 보잉 737-200
- 보잉 737-400
- 다쏘팔콘 20
- 포커 F28-1000 펠로십